# 共和镇 (白银市)
共和镇，是中华人民共和国甘肃省白银市平川区下辖的一个乡镇级行政单位。

## 行政区划
共和镇下辖以下地区：
打拉池社区、毛河洛村、兄弟村、中和村、常崖村、老庄村、小水村、毛卜拉村、红沟村和西合村。